# Coproxenus opacipennis
Coproxenus opacipennis är en skalbaggsart som beskrevs av Lewis 1897. Coproxenus opacipennis ingår i släktet Coproxenus och familjen stumpbaggar. Inga underarter finns listade i Catalogue of Life.